# Batalla dels Pals
La batalla dels Pals (àrab: معركة ذات الصواري, maʿrakat ḏāt aṣ-ṣawārī) o batalla de Fènix va ser una crucial batalla naval que va tenir lloc el 654 entre els àrabs musulmans dirigits per Abu-l-Àwar i la flota romana d'Orient comandada personalment per l'emperador Constant II. Fa part de la primera campanya de Muàwiya ibn Abi-Sufyan per conquistar Constantinoble.

## Antecedents
La dècada del 650, el califat àrab va fer caure l'Imperi Sassànida i va continuar amb l'expansió als territoris de l'Imperi Romà d'Orient. Abd-Al·lah ibn Sad fou nomenat governador d'Egipte pel seu germanastre, el califa Uthman ibn Affan, en substitució del semiindependent Amr ibn al-As, i va crear una flota a Alexandria, i juntament amb la dels ports de Síria, Uthman va permetre a Muàwiya ibn Abi-Sufyan atacar l'illa de Xipre el 649 i l'èxit d'aquesta campanya va posar en marxa la fase de realització d'activitats navals per part del Govern d'Egipte. Abd-Al·lah ibn Sad va construir una forta marina i va demostrar ser un comandant naval hàbil. Sota ell, la marina musulmana va obtenir diverses victòries navals, inclosa la repulsió d'un contraatac romà contra Alexandria el 646.
El 654, Muàwiya va emprendre una expedició a Capadòcia mentre la seva flota, sota el comandament d'Abu-l-Awar, avançava per la costa sud d'Anatòlia. L'emperador Constant II es va embarcar contra ella amb una gran flota.

## Batalla
Les dues forces es van trobar davant de la costa del mont Fènix a Lícia, a prop del port de Fènix, la moderna Finike a Turquia. Segons el cronista Teòfanes el Confessor, mentre Constant II es preparava per a la batalla, la nit anterior somiava que es trobava a Tessalònica, que segons l'intèrpret de somnis significava la victòria dels enemics de l'emperador. At-Tabarí diu que els vaixells romans d'Orient i àrabs es disposaren en línies i s'atansaren per combatre a curta distància.
Quan els vaixells s'acostaven a el lloc de l'enfrontament l'emperador Constant va aixecar una creu i va fer que els seus homes entonessin salms, els àrabs van respondre aixecant la lluna creixent i intentant ofegar els cants de salms recitant passatges de l'Alcorà. Tant la creu com la lluna creixent van ser posades sobre els seus respectius pals durant l'enfrontament donant així el nom a la batalla.
Els àrabs van resultar victoriosos en la batalla, tot i que les pèrdues van ser greus per ambdues parts, i Constant gairebé no es va escapar cap a Constantinoble. L'emperador va salvar la vida vestint un soldat amb les seves robes i quan aquest va morir a mans d'un àrab, l'assassí se n'anà convençut que havia mort l'emperador.

## Setge de Constantinoble
En les fonts tradicionals àrabs no es registren més atacs navals d'aquesta expedició, però, l'historiador armeni Sebeos diu que la flota àrab continuà per intentar un setge de Constantinoble. El setge no va reeixir, per una tempesta ferotge que va enfonsar les naus amb maquinària de setge a bord, que els romans d'Orient van atribuir a la intervenció divina. La força terrestre dirigida per Muàwiya ibn Abi-Sufyan a Calcedònia, després d'haver perdut l'artilleria i maquinària de setge, va tornar a Síria.
Les fonts musulmanes no esmenten aquest esdeveniment, però correspon a avisos d'altres històries cristianes de la Mediterrània oriental, com la Cronografia de Teòfanes el Confessor, que suggereix que les invasions de Rodes, Xipre i Anatòlia a principis de la dècada del 650 eren preparatòries per a un assalt a gran escala a Constantinoble, i proporciona una explicació estratègica pel retrocés de la flota àrab després de la victòria a la batalla naval de Dhat as-Sawari, ja que la Primera Fitna no esclataria fins un any després, potser influenciada pels contratemps contra els romans d'Orient i al Caucas.

## Conseqüències
Després de la seva derrota, els romans d'Orient van tenir un respir perquè la flota àrab es va retirar i hi hagué un conflicte entre la tripulació sobre l'autoritat d'Uthman ibn Affan, les primeres revoltes d'una guerra civil entre els musulmans.
La Batalla naval de Dhat as-Sawari va suposar una fita important en la història del Mediterrani, de l'islam i de l'Imperi Romà d'Orient, ja que va establir la superioritat dels musulmans tant al mar com a la terra. Durant els següents quatre segles, el Mediterrani seria un camp de batalla entre romans d'Orient i musulmans.